# 貢茨根

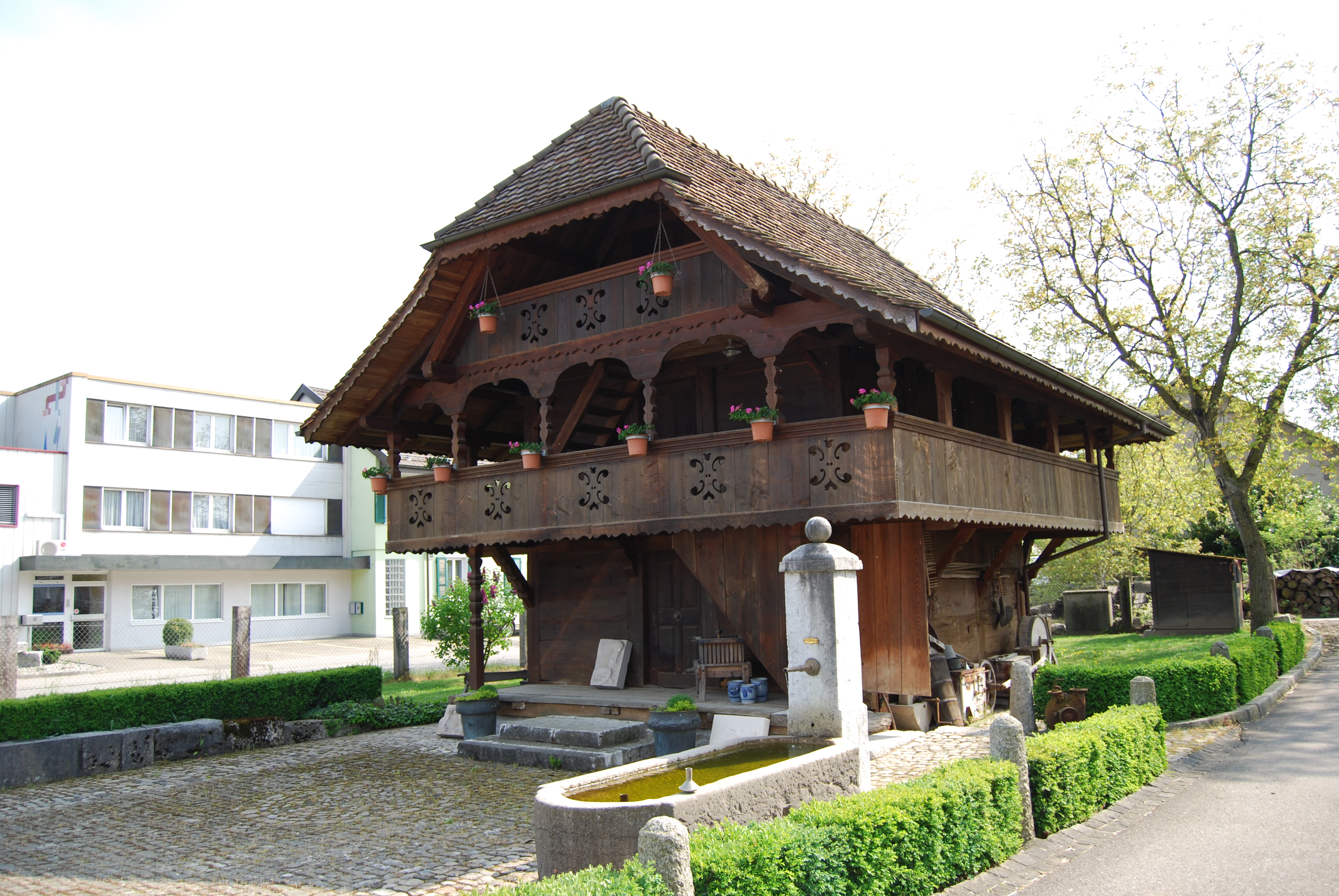

貢茨根是瑞士的城鎮，位於該國北部，由索洛圖恩州負責管轄，面積3.94平方公里，海拔高度429米，2012年人口1,639，一半人口信奉羅馬天主教，人口密度每平方公里416人。

## 外部連結
- Official website （页面存档备份，存于） （德文）